# Манфред I (маркграф Турина)
Манфред I (Магинфред I; итал. Manfredo, Maginfredo; умер в 1000) — маркиз Турина и Сузы, граф Ауриате. Сын Ардуина Глабера из рода Ардуиничей.
Родился между 945 и 960 годом. Наследовал отцу в 977 году.
Во владении Манфреда I находилась обширная территория от Альп до Лигурийского побережья, включая долину реки По. Под его контролем была дорога из Генуи в Марсель, имевшая большое экономическое и политическое значение.
Не позднее 7 марта 991 года Манфред женился на Прангерде Каносской, дочери графа Каноссы Адальберто Атто II. Дети:
- Ульрик Манфред II (992 — 29 октября 1034), маркиз Турина и Сузы
- Адальрик (убит в бою при Кампо Мало 7 декабря 1036), епископ Асти в 1008—1034 годах
- сыновья Одо, Уго, Атто и Видо упоминаются в 1029 годах с титулом маркизов.